# ويليام ريتشموند (سياسي)
ويليام ريتشموند (بالإنجليزية: William Richmond)‏ هو محامي وسياسي نيوزلندي، ولد في 12 يوليو 1821 بلندن في المملكة المتحدة، وتوفي في 3 أغسطس 1895 بويلينغتون في نيوزيلندا. انتخب وزير المالية ‏ وانتخب عضو مجلس النواب نيوزيلندا.